# طريق تنيدة - منفلوط
طريق تنيدة- منفلوط هو طريق يربط مركزى بلاط والداخلة بمحافظة الوادي الجديد بطول 300 كيلو متر طولى وبعرض 11 مترا.

## الوصف
ويجرى تنفيذ المحور على 3 مراحل بطول 300 كيلو متر من نقطة الكيلو صفر وحتى نهاية الطريق:
- المرحلة الأولى بطول 60 كم بداية من نقطة مطار الداخلة وحتى تقاطع طريق شرق العوينات وامتداد تنيدة، حيث تجرى أعمال الحفر والردم وتربة الأساس ومنطقة النقب حتى الكيلو 100.
- المرحلة الثانية منمنطقة النقب حتى الكيلو 100.
- المرحلة الثالثة من منطقة النقب حتي منفلوط